# Тяжёлая атлетика на летних Олимпийских играх 1904
Соревнования по тяжёлой атлетике на летних Олимпийских играх 1904 прошли с 1 по 3 сентября. Всего участвовали пять спортсменов из двух стран. По сравнению с летними Олимпийскими Играми 1896, толчок одной рукой был заменён многоборьем на гантелях. Толчок двумя руками сохранился в программе.

## Медали

### Общий медальный зачёт
(Жирным выделено самое большое количество медалей в своей категории; принимающая страна также выделена)
| colspan=3 style="border-right:0px;";\| Общее количество медалей |          |        |         |        |       |
| Место                                                           | Страна   | Золото | Серебро | Бронза | Всего |
| 1                                                               | США      | 1      | 2       | 0      | 5     |
| 2                                                               | Греция   | 1      | 0       | 0      | 1     |
| 2                                                               | Германия | 0      | 0       | 2      | 1     |

### Медалисты
| Дисциплина             | Золото                  | Серебро              | Бронза                 |
| Толчок двумя руками    | Периклес Какусис Греция | Оскар Остхоф США     | Фрэнк Канглер Германия |
| Многоборье на гантелях | Оскар Остхоф США        | Фредерик Уинтерс США | Фрэнк Канглер Германия |

## Страны
В соревнованиях приняло участие пять спортсменов из двух стран: 

В скобках указано количество спортсменов
- Греция (1)
- США (4)